# كالي كاوبي
كالي كاوبي (بالفنلندية: Kalle Kauppi)‏ هو لاعب كرة قدم فنلندي في مركز الوسط، ولد في 6 مايو 1992 في Paimio ‏ في فنلندا. شارك مع منتخب فنلندا تحت 17 سنة لكرة القدم ومنتخب فنلندا تحت 19 سنة لكرة القدم ومنتخب فنلندا تحت 21 سنة لكرة القدم. أما مع النوادي، فقد لعب مع إنتر توركو.

## وصلات خارجية
- كالي كاوبي على موقع قاعدة بيانات كرة القدم.إي يو (الإنجليزية)
- كالي كاوبي على موقع Soccerway.com (الإنجليزية)